# Analýza dokumentů
Analýza dokumentů je v české, zejména sociologické vědě, termín používaný pro kvalitativní výzkum primárních dokumentů.
Byla převzata ze sovětské sociologie, která rozděluje analýzu dokumentů na tradiční a formalizovanou. V českém kontextu je tradiční metodou právě analýza dokumentů. Formalizovanou metodou má být dle české a ruské literatury obsahová analýza, což je metoda kvantitativní. V západní sociologii se ale používá pouze termín obsahová analýza. Ten zahrnuje oba přístupy, jak kvalitativní, tak kvantitativní.
V informační vědě se pak používá formální (identifikační) analýza dokumentů. Jedná se o získání základních identifikačních charakteristik dokumentu. Identifikační analýza tak může být součástí výše zmíněné analýzy dokumentů.

### Související
- Literární rešerše